# Kaito Chida
Kaito Chida (千田 海人 Chida Kaito?, Miyagi, 17 de octubre de 1994) es un futbolista japonés que juega como defensa en el Kashima Antlers.

## Trayectoria

### Clubes
| Club            | País  | Año       |
| --------------- | ----- | --------- |
| Blaublitz Akita | Japón | 2017-2022 |
| Tokyo Verdy     | Japón | 2023-2025 |
| Kashima Antlers | Japón | 2025-     |